# Irena Kardymowiczowa
Irena Kardymowiczowa (ur. 29 maja 1899 w Rzeżycy, zm. 8 sierpnia 1980 w Warszawie) – polska geolog, petrograf klasyczny.

## Życiorys
Córka urzędnik magistratu Aleksandra Spryngiewicza i Marii z Nowickich. W Rzeżycy w 1920 ukończyła szkołę średnią i rozpoczęła pracę jako nauczycielka i kierowniczka Polskiej Szkoły Podstawowej. W 1922 przeprowadziła się do Wilna i rozpoczęła studia na Wydziale Matematyczno-Przyrodniczym Uniwersytetu Stefana Batorego pod kierunkiem prof. Pawła Radziszewskiego. W 1930 uzyskała tytuł magistra filozofii w dziedzinie chemii. Od 1926 do wybuchu II wojny światowej była asystentem w Zakładzie Mineralogii i Petrografii Uniwersytetu Stefana Batorego. Prowadziła badania petrograficzne skał krystalicznych okolic Korca na Wołyniu oraz popularyzowała naukę o Ziemi. W latach 1938–1939 uczestniczyła w wyprawie wulkanologicznej we Włoszech, prowadząc badania na Etnie i Wezuwiuszu. W 1939 ukończyła przygotowaną pod kierunkiem prof. Stanisława Małkowskiego pracę doktorską pt. "Studia nad skałami krystalicznymi okolic Korca na Wołyniu". Po wkroczeniu do Wilna Armii Czerwonej przerwała pracę pedagogiczną i naukową, od 1943 wykładała na tajnych kompletach uniwersyteckich. W 1945 została wysiedlona z Wilna, zamieszkała wówczas w Toruniu, gdzie została starszym asystentem i adiunktem na Uniwersytecie Mikołaja Kopernika. W 1947 otrzymała tytuł doktora za pracę przygotowaną w 1939, dwa lata później przeniesiono ją do Warszawy. Została zatrudniona w Muzeum Ziemi i prowadziła badania nad skałami wulkanicznymi Pienin i Dolnego Śląska. 13 lipca 1951 dyrektor muzeum Antonina Halicka sporządziła wniosek o nadanie Irenie Kardymowiczowej stanowiska samodzielnego pracownika naukowego, w kwietniu 1953 została oddelegowana do Zakładu Podstawowych Badań Geologicznych w Państwowym Instytucie Geologicznym. 13 czerwca 1953 prof. dr. Władysław Pożaryski awansował ją na stanowisko kierownika Wydziału Petrografii w Zakładzie PBG, a następnie Pracowni Petrografii. Rada Naukowa Państwowego Instytutu Geologicznego w dniu 26 czerwca 1954 nadała Irenie Kardymowiczowej tytuł docenta. W 1956 wspólnie z Tadeuszem Weiserem zorganizowała Zakład Petrologii i Geochemii, rok później została kierownikiem Pracowni Petrografii, a od 1961 Pracowni Petrografii Skał Osadowych. 28 lutego 1965 przeszła na emeryturę, kontynuowała współpracę z prof. Antonim Łaszkiewiczem oraz zespołem naukowców z Zakładu Petrografii, Mineralogii i Geochemii oraz z Muzeum Ziemi.

## Członkostwo
- Stowarzyszenie Asystentów USB (1926–1939);
- Polskie towarzystwo Chemiczne (1926–1948);
- Polskie Towarzystwo Geologiczne (1945–1980)[1];
- Towarzystwo Przyrodnicze im. Kopernika (1930–1949);
- Towarzystwo Chemików Polskich;
- Polskie Towarzystwo Mineralogiczne - członek założyciel;
- Towarzystwo Przyjaciół Dzieci (1951–1980).

## Odznaczenia
- Medal 10 lecia Polski Ludowej;
- Krzyż Kawalerski Orderu Odrodzenia Polski